# Coppa dei Campioni del Golfo 2025-2026
La AGCFF Gulf Club Champions League 2025-2026, anche conosciuta in italiano come la Coppa dei Campioni del Golfo 2025-2026 sarà la 32ª edizione della competizione, la seconda organizzata dall'Arab Gulf Cup Football Federation, per le squadre provenienti dalle otto nazioni del Golfo Persico.

## Squadre partecipanti
| Squadra              | Posizione campionato                                   |
| -------------------- | ------------------------------------------------------ |
| Sitra                | Terzo posto nella Bahraini Premier League 2024-2025    |
| Zakho                | Terzo posto nella Iraq Stars League 2024-2025          |
| Al-Qadisiya          | Terzo posto nella Zain Premier League 2024-2025        |
| Al-Nahda             | Secondo posto nella Oman Professional League 2024-2025 |
| Al-Rayyan            | Quinto posto nella Qatar Stars League 2024-2025        |
| Al-Shabab            | Sesto posto nella Saudi Pro League 2024-2025           |
| Al-Ain               | Quinto posto nella UAE Pro League 2024-2025            |
| Al-Tadamun Hadramaut | Secondo posto nella Yemeni League 2023-2024            |

## Fase a gironi

### Sorteggio
Il sorteggio si è svolto l'11 agosto 2025, nella capitale del Qatar, Doha. Le otto squadre sono state sorteggiate in due gironi da quattro, selezionando una squadra da ciascuna delle quattro fasce in cui sono state divise le squadre.
| Fascia 1        | Fascia 2         | Fascia 3       | Fascia 4                         |
| --------------- | ---------------- | -------------- | -------------------------------- |
| Al-Rayyan Zakho | Al-Shabab Al-Ain | Sitra Al-Nahda | Al-Qadisiya Al-Tadamun Hadramaut |

### Gruppo A
| Pos | Squadra     | G | V | N | P | GF | GS | DG | Pt | Qualificazione |
| --- | ----------- | - | - | - | - | -- | -- | -- | -- | -------------- |
| 1   | Zakho       | 0 | 0 | 0 | 0 | 0  | 0  | 0  | 0  | Semifinali     |
| 2   | Al-Ain      | 0 | 0 | 0 | 0 | 0  | 0  | 0  | 0  | Semifinali     |
| 3   | Sitra       | 0 | 0 | 0 | 0 | 0  | 0  | 0  | 0  |                |
| 4   | Al-Qadisiya | 0 | 0 | 0 | 0 | 0  | 0  | 0  | 0  |                |

### Gruppo B
| Pos | Squadra              | G | V | N | P | GF | GS | DG | Pt | Qualificazione |
| --- | -------------------- | - | - | - | - | -- | -- | -- | -- | -------------- |
| 1   | Al-Rayyan            | 0 | 0 | 0 | 0 | 0  | 0  | 0  | 0  | Semifinali     |
| 2   | Al-Shabab            | 0 | 0 | 0 | 0 | 0  | 0  | 0  | 0  | Semifinali     |
| 3   | Al-Nahda             | 0 | 0 | 0 | 0 | 0  | 0  | 0  | 0  |                |
| 4   | Al-Tadamun Hadramaut | 0 | 0 | 0 | 0 | 0  | 0  | 0  | 0  |                |

## Fase Finale
|  | Semifinali | Semifinali        | Semifinali | Semifinali | Semifinali |  |  | Finale       | Finale       | Finale       | Finale       | Finale       |  |
|  |            |                   |            |            |            |  |  |              |              |              |              |              |  |
|  | 1A         | Vincente Gruppo A | -          | -          | 0          |  |  |              |              |              |              |              |  |
|  | 2B         | Seconda Gruppo B  | -          | -          | 0          |  |  | Vincente SF1 | Vincente SF1 | Vincente SF1 | Vincente SF1 | Vincente SF1 |  |
|  | 1B         | Vincente Gruppo B | -          | -          | 0          |  |  | Vincente SF2 | Vincente SF2 | Vincente SF2 | Vincente SF2 | Vincente SF2 |  |
|  | 2A         | Seconda Gruppo A  | -          |            | 0          |  |  |              |              |              |              |              |  |